# Daria Vaskina
Daria Andreïevna Vaskina (russe : Дарья Андреевна Васкина), née le 30 juillet 2002, est une nageuse russe spécialiste du dos. Elle est médaillée de bronze mondiale en 2019.

## Carrière
En 2018, elle bat le record du monde junior du 50 m avec un temps de 27 s 90 dos lors des championnats d'Europe juniors de natation qui se déroulent à Helsinki. Elle devient également la première athlète européenne de sa catégorie à passer sous les 28 secondes. Quelques mois plus tard, elle est double médaillée d'or aux Jeux olympiques de la jeunesse à Buenos Aires, en 4 x 100 m 4 nages et en 100 m dos,.
Aux Championnats du monde de natation, elle remporte sa première médaille internationale chez les adultes en étant médaillée de bronze sur le 50 m dos derrière l'Américaine Olivia Smoliga et la Brésilienne Etiene Medeiros.